# Videoconsoles de setena generació

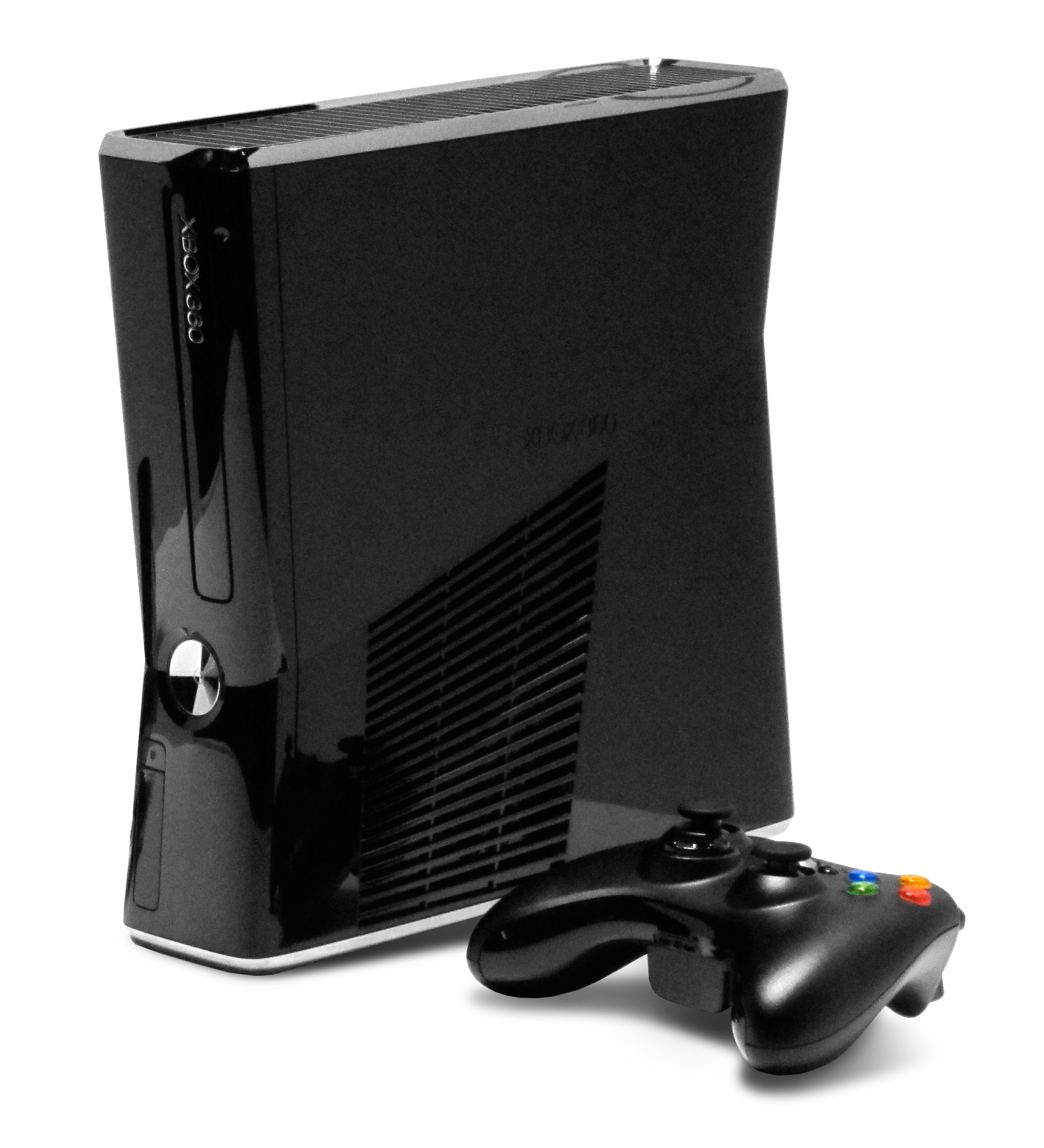
Xbox 360.

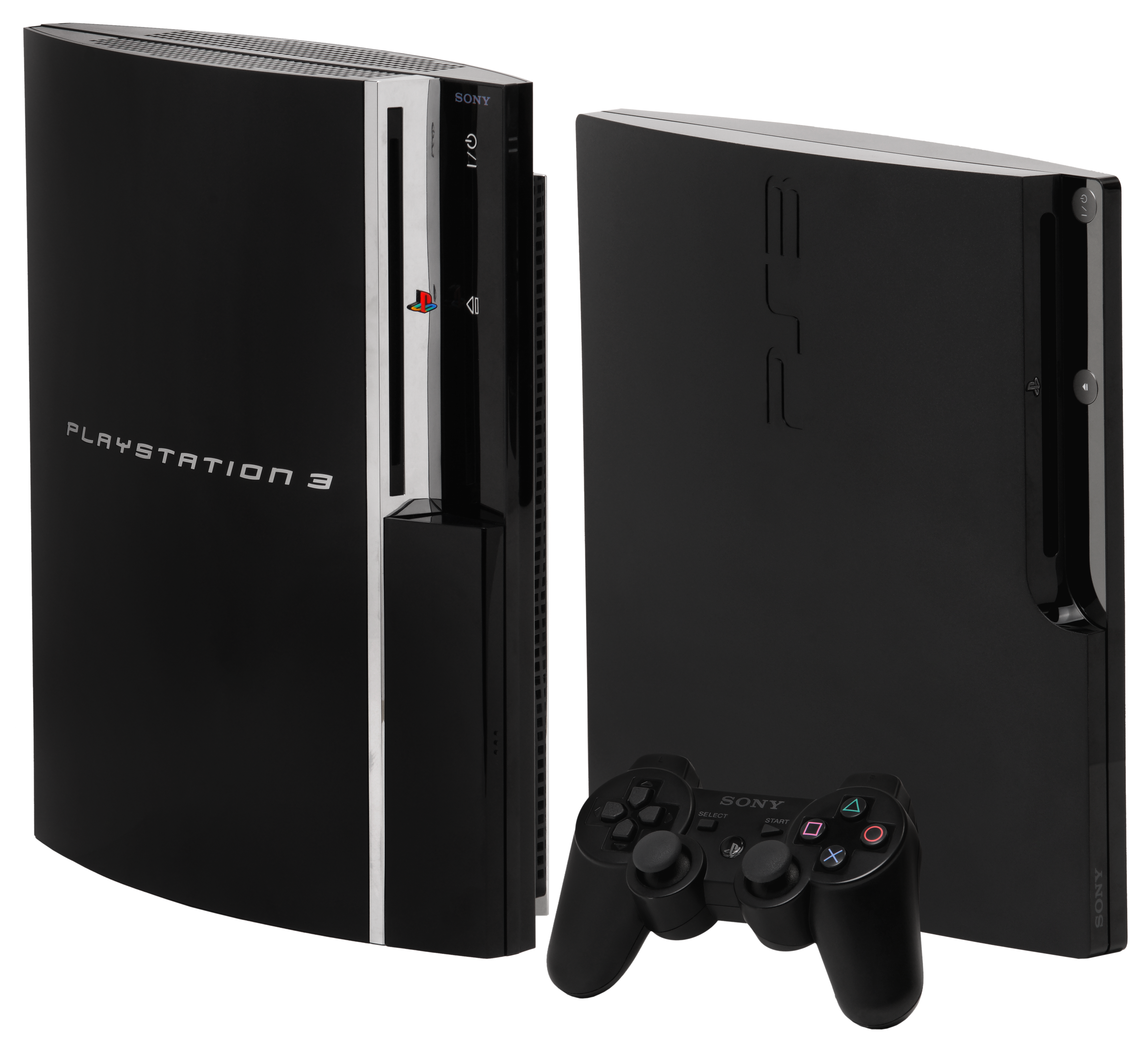
PlayStation 3.

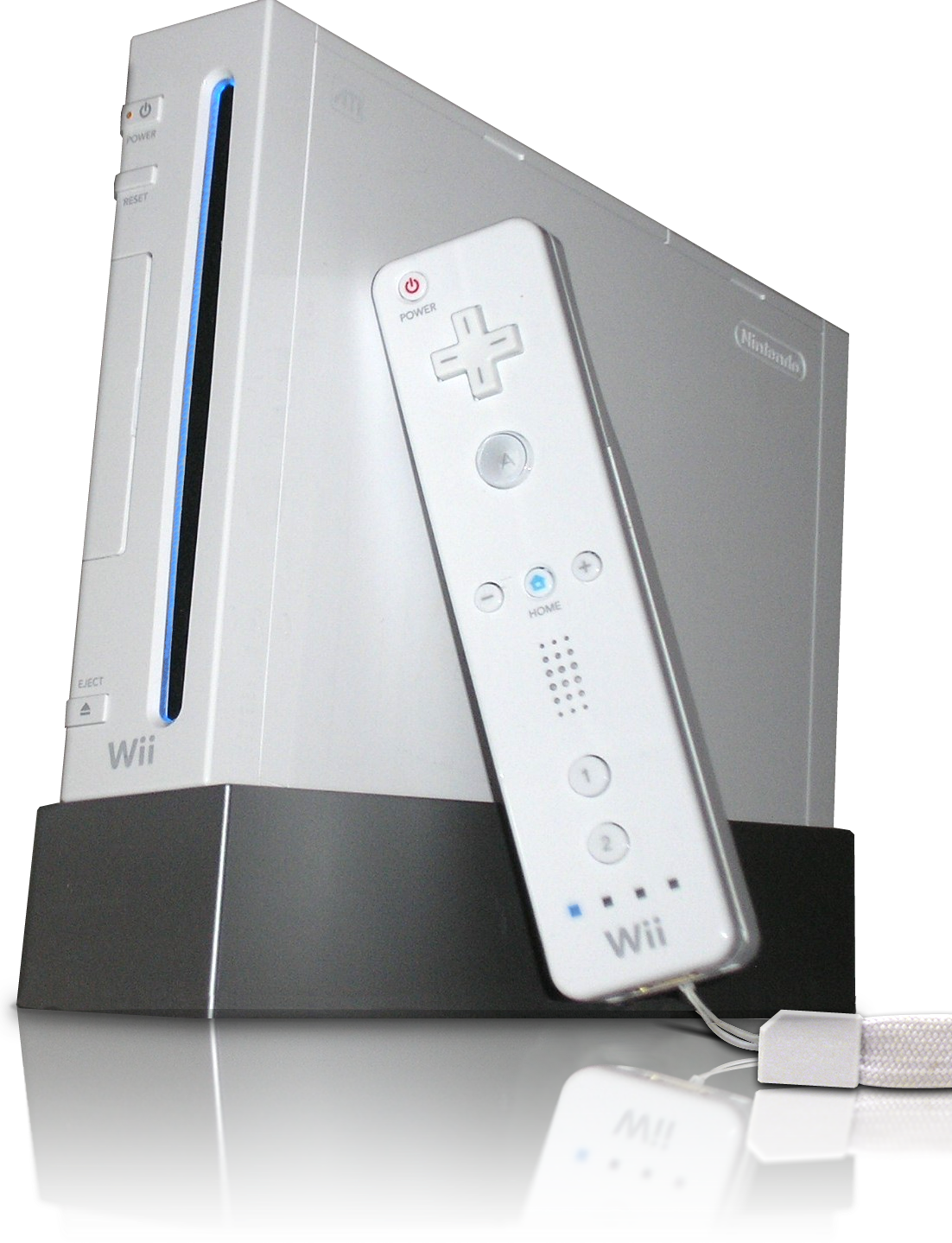
Wii.

En la història dels videojocs, la setena generació de videoconsoles és la generació que inclou les consoles llançades des de finals de 2005 per Nintendo, Microsoft i Sony. Per consoles de sobretaula, la setena generació va començar el 22 de novembre de 2005 amb el llançament de la Xbox 360, de Microsoft i va continuar amb el llançament de la PlayStation 3, de Sony, l'11 de novembre de 2006; i de la Wii, de Nintendo, el 19 de novembre de 2006. Cada nova consola introduir un nou tipus d'avanç en la tecnologia. La Xbox 360 ofereix jocs renderitzats de forma nativa amb resolucions d'alta definició (a diferència de l'ampliació de l'escala, el que es podia fer en un petit nombre de títol de sisena generació); PlayStation 3 ofereix, a més de jocs d'alta definició, la reproducció de contingut multimèdia HD a través del seu reproductor de Blu-ray Disc, per altra banda, la Wii se centra en la integració de controladors amb sensors de moviment, així com palanques de mando.